# Mistrzostwa Polski juniorek w koszykówce kobiet
Mistrzostwa Polski juniorek w koszykówce kobiet – turniej koszykarski o klubowe mistrzostwo Polski do lat 17. w koszykówce kobiet, rozgrywany cyklicznie, organizowany przez Polski Związek Koszykówki.
Z upływem lat zaczęto wybierać też najlepsze zawodniczki, obrońców, rozgrywające oraz składy turnieju. Wyborów dokonywali trenerzy, sędziowie oraz dziennikarze w dowolnej konfiguracji. Odbywały się one jednak nieregularnie.
W czerwcu 2020 Polski Związek Koszykówki obniżył granicę wieku uczestniczek rozgrywek do lat 17.

## Medalistki
(do uzupełnienia)
| Sezon |                                      | Wynik |                                     |                                   | MVP turnieju                      |
| U–18  |                                      |       |                                     |                                   |                                   |
| 1956  | Lech Poznań                          |       |                                     |                                   |                                   |
| 1957  | Lech Poznań                          |       | Olsza                               |                                   |                                   |
| 1958  |                                      |       | Górnik Wieliczka                    |                                   |                                   |
| 1959  |                                      |       |                                     | Spójnia Gdańsk                    |                                   |
| 1961  | Wisła Kraków                         |       |                                     | MKS Sopot                         |                                   |
| 1962  | KKS Lech Poznań                      |       | WKS Wawel Kraków                    | MKS Sopot                         |                                   |
| 1963  | Wawel Kraków                         |       | KKS Lech Poznań                     | AZS AWF Warszawa                  |                                   |
| 1964  |                                      |       | Korona Kraków                       | MKS Polesie                       |                                   |
| 1965  | Olimpia Poznań                       |       | ŁKS Łódź                            |                                   |                                   |
| 1966  | AZS Poznań                           |       | AZS Lublin                          | AZS Toruń                         |                                   |
| 1967  |                                      |       |                                     | ŁKS Łódź                          |                                   |
| 1968  | ŁKS Łódź                             |       |                                     |                                   |                                   |
| 1969  | ŁKS Łódź                             |       |                                     |                                   |                                   |
| 1973  | Hutnik Kraków                        |       |                                     |                                   |                                   |
| 1974  |                                      |       | Włókniarz Pabianice                 |                                   |                                   |
| 1976  | Włókniarz Pabianice                  |       |                                     |                                   |                                   |
| 1978  | Odra Wrocław                         |       | Włókniarz Pabianice                 |                                   |                                   |
| 1979  | Spójnia Gdańsk                       |       | Znicz Pruszków                      | ŁKS Łódź                          |                                   |
| 1980  | Wisła Kraków                         |       |                                     |                                   |                                   |
| 1981  |                                      |       | Wisła Kraków                        |                                   |                                   |
| 1982  | ROW Rybnik                           |       |                                     |                                   |                                   |
| 1983  | ŁKS Łódź                             |       |                                     | Włókniarz Pabianice               |                                   |
| 1984  | ŁKS Łódź                             |       |                                     |                                   |                                   |
| 1985  | ŁKS Łódź                             |       |                                     | Spójnia Gdańsk                    |                                   |
| 1986  | ŁKS Łódź                             |       | Spójnia Gdańsk                      | Włókniarz Pabianice               |                                   |
| 1987  | Włókniarz Pabianice                  |       |                                     |                                   |                                   |
| 1988  | Polonia Warszawa                     |       |                                     |                                   |                                   |
| 1989  | MKS MOS Wrocław                      |       |                                     |                                   |                                   |
| U–19  |                                      |       |                                     |                                   |                                   |
| 1990  | IKS Ślęza Wrocław                    |       | MRKS Włókniarz Pabianice            | MZKS Włókniarz Białystok          |                                   |
| 1991  | MRKS Włókniarz Pabianice             |       | SKS 12 Polonia Warszawa             | IKS Ślęza Wrocław                 |                                   |
| 1992  | MRKS Włókniarz Pabianice             |       | SKS 12 Polonia Warszawa             | RTS Widzew Łódź                   |                                   |
| U–18  |                                      |       |                                     |                                   |                                   |
| 1993  | ZKS Stilon Gorzów Wielkopolski       |       | MRKS Włókniarz Pabianice            | S Lech Alkon Poznań               |                                   |
| 1994  | KKS Lech Poznań                      |       | KS Unia Swarzędz                    | RTS Widzew Łódź                   |                                   |
| 1995  | MTK Heros Pabianice                  |       | RMKS Rybnik                         | MOSM Stal Bobrek Bytom            |                                   |
| 1996  | Korona Kraków                        |       | MTK Pabianice                       | MOS Ślęza Wrocław                 |                                   |
| 1997  | MTK Pabianice                        |       | ZKS Stilon Gorzów Wielkopolski      | IKS Ślęza Wrocław                 |                                   |
| 1998  | ZKS Stilon Gorzów Wielkopolski       |       | MOS Ślęza Wrocław                   | Basketball Investments II Gdynia  |                                   |
| 1999  | MOS IKS Ślęza Wrocław                |       | AZS Toruń                           | AZS Lublin                        |                                   |
| 2000  | Quay Siódemka Poznań                 |       | MOS Ślęza Wrocław                   | Korona Kraków                     |                                   |
| 2001  | Olimpia Poznań                       |       | Korona Kraków                       | MKS Elita MOS Wołomin             |                                   |
| 2002  | Olimpia Poznań                       |       | AZS PWSZ Gorzów Wielkopolski        | KS Filar Sosnowiec                |                                   |
| 2003  | AZS PWSZ Gorzów Wielkopolski         |       | UKS Kasprowiczanka Ostrów Wlkp.     | KS Filar Sosnowiec                |                                   |
| 2004  | Ostrovia Kasprowiczanka Ostrów Wlkp. |       | MKS Elita MOS Wołomin               | MKS MOS Wrocław                   |                                   |
| 2005  | VBW Clima GTK Gdynia                 |       | TS Olimpia AZS-Maczki Poznań        | MKS Osa Zgorzelec                 | Marta Urbaniak (Poznań)           |
| 2006  | MUKS Poznań                          |       | TS Olimpia AZS-Maczki Poznań        | MKS Kusy Szczecin                 |                                   |
| 2007  | MUKS Poznań                          |       | AZS PWSZ Gorzów Wielkopolski        | Korona Kraków                     | Paulina Antczak (MUKS)            |
| 2008  | MUKS Poznań                          |       | Korona Kraków                       | Lider Pruszków                    | Agnieszka Modelska (Gdynia)       |
| 2009  | MUKS Poznań                          |       | AZS PWSZ Gorzów Wielkopolski        | Korona Kraków                     | Róża Ratajczak (Korona)           |
| 2010  | JTC Pomarańczarnia MUKS Poznań       | 89:36 | MKS Polkowice                       | UKS Huragan Wołomin               | Magdalena Ziętara (MUKS)          |
| 2011  | KS Basket 25 Bydgoszcz               | 84:78 | GTK Gdynia                          | SKS 12 Warszawa                   | Dominika Cilińdź (Bydgoszcz)      |
| 2012  | INEA AZS Poznań                      | 72:64 | GTK VBW Gdynia                      | MUKS Poznań                       | Daria Marciniak (INEA)            |
| 2013  | UKS Huragan Wołomin                  | 85:81 | VBW Gdynia                          | UKS Trójka OSiR Żyrardów          | Karolina Poboży (Wołomin)         |
| 2014  | VBW GTK Gdynia                       | 50:33 | UKS Trójka OSiR Żyrardów            | MUKS Poznań                       | Jowita Ossowska (Gdynia)          |
| 2015  | MUKS WSG Supravis Bydgoszcz          | 73:51 | MUKS Poznań                         | UKS Trójka OSiR Żyrardów          | Weronika Papiernik (Bydgoszcz)    |
| 2016  | MPKK Sokołów SA Sokołów Podlaski     | 66:64 | MUKS WSG Supravis Bydgoszcz         | UKS Trójka OSiR Żyrardów          | Anna Makurat (MKK)                |
| 2017  | Enea AZS AJP Gorzów Wielkopolski     | 58:49 | Enea AZS Poznań                     | PTK Lumi Pabianice                | Olga Trzeciak (Enea AZS AJP)      |
| 2018  | Enea AZS AJP Gorzów Wielkopolski     | 87:47 | UKS Trójka Żyrardów                 | PTK CIS Multis Multum Pabianice   | Wiktoria Kuczyńska (Enea AZS AJP) |
| 2019  | GTK Arka Gdynia                      | 67:58 | Szkoła Gortata Politechnika Gdańska | Enea AZS Szkoła Gortata Poznań    | Magdalena Szymkiewicz (GTK)       |
| 2020  | Enea AZS AJP Gorzów Wielkopolski     | 54:49 | Enea AZS Szkoła Gortata Poznań      | Energa MG 13 Politechnika Gdańska | Joanna Kobylińska (Gorzów)        |
| U–17  |                                      |       |                                     |                                   |                                   |
| 2021  | MUKS Poznań                          | 61:55 | Szkoła Gortata Politechnika Gdańska | UKS Trójka Żyrardów               | Wiktoria Piotrowska (MUKS Poznań) |
| 2022  | Szkoła Gortata Politechnika Gdańska  | 85:49 | UKS Trójka Żyrardów                 | UKS Basket SMS Aleksandrów Łódzki | Dominika Ullmann (Szkoła Gortata) |

## Klasyfikacja końcowa mistrzostw
| 2012 1. INEA AZS Poznań 2. GTK VBW Gdynia 3. MUKS Poznań 4. AZS PWSZ Gorzów Wielkopolski 5. UKS Huragan Wołomin 6. UKS Gimbasket Białystok 7. MKS Polkowice 8. KKS Olsztyn | 2016 1. MPKK Sokołów SA Sokołów Podlaski 2. MUKS WSG Supravis Sisu Bydgoszcz 3. UKS Trójka OSiR Żyrardów 4. Enea AZS AJP Gorzów Wielkopolski 5. TS Wisła Can-Pack Kraków 6. Bryza Politechnika Gdańska 7. VBW GTK Gdynia 8. SMS Aleksandrów Łódzki | 2017 1. Enea AZS AJP Gorzów Wielkopolski 2. Enea AZS Poznań 3. PTK Lumi Pabianice 4. KS One Team ostrów Wlkp. 5. Bryza Politechnika Gdańska 6. MPKK Sokołów SA Sokołów Podlaski 7. KS JAS-FBG Zagłębie Sosnowiec 8. MUKS WSG Supravis Sisu Bydgoszcz |

| 2020 1. Enea AZS AJP Gorzów Wielkopolski 2. Enea AZS Szkoła Gortata Poznań 3. Energa MG 13 Politechnika Gdańska 4. GTK Arka Gdynia 5. Basket 25 Bydgoszcz 6. MUKS Poznań 7. UKS Basket SMS Aleksandrów Łódzki 8. SKS 12 Warszawa 9. MPKK Sokołów S.A. Sokołów Podlaski 10. Wisła CanPack Kraków 11. KS Pogoń Ruda Śląska 12. MLKS-MOS Rzeszów | 2021 1. MUKS Poznań 2. Szkoła Gortata Politechnika Gdańska 3. UKS Trójka Żyrardów 4. UKS Basket SMS Aleksandrów Łódzki 5. Widzew Łódź 6. Wisła CanPack Kraków 7. MKS MOS Betard Wrocław 8. Bogdanka AZS UMCS Lublin | 2022 1. Szkoła Gortata Politechnika Gdańska 2. UKS Trójka Żyrardów 3. UKS Basket SMS Aleksandrów Łódzki 4. Lider Biofarm Swarzędz 5. GTK Gdynia 6. Widzew Łódź 7. MUKS Poznań 8. RMKS Rybnik |

## Nagrody i wyróżnienia

### Składy najlepszych zawodniczek turnieju
| 2005 - Anna Pupin (OSA) - Angelika Molenda (SKS 12) - Katarzyna Motyl (VBW Clima) - Marta Jujka (VBW Clima) - Marta Urbanowicz (Olimpia) | 2007 - Agnieszka Skobel (MUKS) - Ewelina Gala (MTK) - Katarzyna Bednarczyk (Łomianki) - Róża Ratajczak (Korona) - Żaneta Durak (MUKS) | 2008 - Olivia Tomiałowicz (Pruszków) - Róża Ratajczak (Korona) - Paulina Antczak (MUKS) - Magdalena Kaczmarska (Korona) - Iwona Szarzyńska (MUKS) |

| 2011 - Karina Szybała (Bydgoszcz) | 2012 - Dominika Owczarzak (MUKS Poznań) - Anna Jakubiuk (GTK VBW Gdynia) - Katarzyna Jaworska (AZS PWSZ Gorzów) - Kinga Woźniak (INEA AZS Poznań) - Weronika Telenga (INEA AZS Poznań) | 2013 - Magdalena Szajtauer (Gorzów Wielkopolski) - Angelika Stankiewicz (Żyrardów) - Agata Stępień (Gdynia) - Julia Drop (Gdynia) - Sylwia Bujniak (Wołomin) |

| 2015 - Natalia Błaszczak (Bydgoszcz) - Magdalena Błysz (Bydgoszcz) - Weronika Nowakowska (Żyrardów) - Katarzyna Śmietańska (Politechnika) - Zuzanna Puc (MUKS Poznań) | 2016 - Weronika Papiernik (MUKS WSG) - Julia Niełacna (MUKS WSG) - Barbara Zieniewska (MKK Sokołów) - Olga Trzeciak (Enea AZS PWSZ) - Weronika Nowakowska (UKS Trójka) | 2017 - Karolina Stefańczyk (AZS Enea Poznań) - Wiktoria Keller (AZS Enea AJP Gorzów) - Aleksandra Dul (AZS Enea AJP Gorzów) - Kaja Wróblewska (KS One Team Ostrów) - Daria Kowalczyk (PTK Lumi Pabianice) |

| 2019 - Alicja Rogozińska (Enea AZS Szkoła Gortata Poznań) - Aleksandra Ustowska (GTK Arka Gdynia) - Weronika Piechowiak (Enea AZS Szkoła Gortata Poznań) - Zuzanna Krupa (Szkoła Gortata Politechnika Gdańska) - Weronika Dudek (Enea AZS AJP Gorzów Wielkopolski) | 2020 - Alicja Rogozińska (Enea AZS Szkoła Gortata Poznań) - Weronika Piechowiak (Enea AZS Szkoła Gortata Poznań) - Aleksandra Kuczyńska (Enea AZS AJP Gorzów Wlkp.) - Konstancja Banucha (Energa MG 13 Politechnika Gdańska) - Magdalena Szymkiewicz (GTK Arka Gdynia) | 2021 - Dominika Ullmann (Politechnika Gdańska) - Klaudia Węcłaś (Aleksandrów Łódzki) - Michalina Walczak (Trójka Żyrardów) - Julia Wilbik (Politechnika Gdańska) - Nicola Batura (MUKS Poznań) |

| 2022 - Natalia Rutkowska (Politechnika Gdańska) - Łucja Grządziela (Politechnika Gdańska) - Karolina Ułan (Trójka Żyrardów) - Bianka Napierała (Biofarm Swarzędz) - Gabriela Zaron (Aleksandrów Łódzki) |

| - 2020 – Wiktoria Sobiech (Bydgoszcz) - 2019 – Alicja Rogozińska (AZS Poznań) - 2016 – Anna Makurat (MKK Sokołów) | - 2022 – Karolina Ułan (UKS Trójka) - 2020 – Kamila Borkowska (GTK) | - 2022 – Łucja Grządziela (Szkoła Gortata) - 2020 – Roksana Sobiech (Bydgoszcz) - 2019 – Joanna Kobylińska (Gorzów Wlkp.) | - 2022 – Weronika Kassin (Szkoła Gortata) - 2020 – Dominika Ullmann (Politechnika Gdańska) - 2019 – Anna Adamczyk (Politechnika Gdańska) |

| - 2022 – Nikola Tomasik (Widzew Łódź) |